# کلارک استون (واشینگتن)
کلارک استون (به انگلیسی: Clarkston) شهری در شهرستان اسوتین ایالت واشنگتن است که در سرشماری سال ۲۰۱۰ میلادی، ۷۲۲۹ نفر جمعیت داشته است.